# Bahnhof Billy-Montigny

Der Bahnhof Billy-Montigny ist ein französischer Eisenbahn-Haltepunkt an der Bahnstrecke Lens–Ostricourt und liegt auf dem Gebiet der Gemeinde Billy-Montigny im Département Pas-de-Calais in der Region Hauts-de-France. Er befindet sich am Kilometerpunkt 214,994 auf einer Höhe von 31 Metern zwischen den Bahnhöfen Coron-de-Méricourt und Hénin-Beaumont. Die Station wurde 1864 von der Compagnie des chemins de fer du Nord als Bahnhof in Betrieb genommen. Er gehört zum Bestand der SNCF, der von Zügen des TER Hauts-de-France der Linien C41 (Lille-Flandres–Lens) und P42 (Douai–Lens) bedient wird.

## Geschichte
Der Bahnhof Billy-Montigny wurde am 1. Januar 1864 von der Compagnie des chemins de fer du Nord in Betrieb genommen und für den Personenverkehr freigegeben, der Güterverkehr wurde am 8. Juni desselben Jahres eröffnet.
Im 20. Jahrhundert wurde der Plan der Gleise erheblich geändert: Die Hauptgleise wurden verlegt, um einen großen Güterverkehr zu ermöglichen. Dadurch verschwanden die beiden Seitenbahnsteige zugunsten eines Inselbahnsteigs, der zwischen den Hauptgleisen lag. Aufgrund des Niedergangs der Industrie und des Güterzugverkehrs ist die Hauptstrecke Billy-Montigny inzwischen aufgegeben und diese beiden Durchgangsgleise sind verschwunden, sodass man heute von einem Haltepunkt ohne jegliche Weiche sprechen kann.
Der SNCF-Bahnhof verfügt über ein Empfangsgebäude mit Fahrkartenschalter, geöffnet von Montag bis Samstag sowie einen Fahrkartenautomaten. Eine Unterführung ermöglicht den Zugang zum einzigen Mittelbahnsteig.
Ein Fahrradabstellplatz und Parkplätze befinden sich in der Nähe.